# Johan Edfors

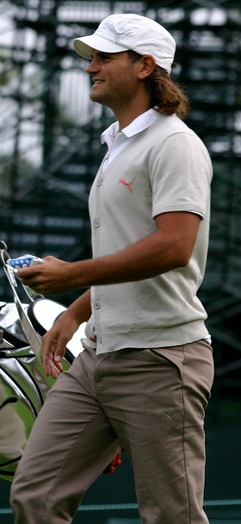
Johan Edfors

Johan Edfors,  född 10 oktober 1975, är en svensk golfare som spelar på PGA European Tour. Bosatt numera i Dubai. 
Professionell sedan 1997.  Under 2006 har han slagit genom på allvar på Europatouren. Ingår i Johan Elliot's team i Sportyard.
Spelar på Kungsbacka Golf Klubb (Hamra)
Utan tvivel den golfspelare som gjort störst framsteg under 2006. Vann tre gånger under säsongen i TCL Classic i Kina, The Quinn Direct British Masters i England och The Barclays Scottish Open i Skottland för att sluta som tia på Order of Merit. Johan är den första som vunnit tre gånger efter att han klarat Europatour kortet via kvalskolan. Han visade en enorm potential när han vann Order of Merit på den mindre Challenge tour 2003 med 9 top tio placeringar och två vinster i The Stanbic Zambia Open och The Fortis Challenge Open i Nederländerna. Johan spelade amatörgolf för Svenska Landslaget.

## Segrar på Europatouren
- 2006 - TCL Classic Yalong Bay Golf Club, Sanya, Hainan Island, Kina
- 2006 - Quinn Direct British Masters The De Vere Belfry GC Warwickshire, England
- 2006 - The Barclays Scottish Open Loch Lomond, Glasgow, Scotland

- 2003 - Stanbic Zambia Open Lusaka GC, Zambia
- 2003 - Fortis Challenge Open Burggolf Purmerend, Netherlands